# Radomiak Radom
Radomiak Radom (offiziell Radomski Klub Sportowy Radomiak Radom) ist ein polnischer Fußballverein aus der Stadt Radom. Der Verein wurde im Jahr 1910 gegründet. Radomiak spielte in der Saison 1984/85 auch schon einmal in der polnischen Eliteklasse, der Ekstraklasa. Im polnischen Pokal erreichte Radomiak 2006/07 das Viertelfinale. Die traditionellen Teamfarben sind grün und weiß. Seit der Saison 2021/22 spielt Radomiak Radom in der Ekstraklasa, der höchsten polnischen Spielklasse.
Seine Heimspiele trug Radomiak Radom im Stadion im. Braci Czachorów aus. Seit 2016 wird es in zwei Phasen modernisiert. Nach dem Umbau soll es Platz für 15.000 Zuschauer bieten. Am 5. August 2023 fand die Eröffnung des Stadions Radomiaka mit den beiden Längstribünen statt. Am 3. Spieltag der Ekstraklasa 2023/24 unterlag Radomiak Radom dem KS Cracovia vor 8279 Zuschauern mit 0:1. Die Hintertortribünen wurden später errichtet und Anfang 2025 fertiggestellt. Mittels Steckmetall-Bauweise soll zukünftig eine Fassade des Stadions entstehen.

## Namensänderungen
- 1910 – Radomskie Towarzystwo Sportowe
- 1921 – Radomskie Koło Sportowe
- 1945 – RKS Radomiak Radom
- 1950 – Związkowiec Radom
- 1951 – Włókniarz Radom
- 1958 – KS Radomiak Radom
- 1967 – RKS Radomiak Radom